# Liste der Biografien/Sty
Liste der Biografien |
Portal Biografien |
Personensuche
# |
A |
B |
C |
D |
E |
F |
G |
H |
I |
J |
K |
L |
M |
N |
O |
P |
Q |
R |
S |
T |
U |
V |
W |
X |
Y |
Z |
?
 
Sa |
Sb |
Sc |
Sd |
Se |
Sf |
Sg |
Sh |
Si |
Sj |
Sk |
Sl |
Sm |
Sn |
So |
Sp |
Sq |
Sr |
Ss |
St |
Su |
Sv |
Sw |
Sy |
Sz
 
Sta |
Ste |
Sth |
Sti |
Stj |
Stl |
Sto |
Str |
Sts |
Stt |
Stu |
Stv |
Stw |
Sty
Die Liste der Biografien führt alle Personen auf, die in der deutschsprachigen Wikipedia einen Artikel haben. Dieses ist eine Teilliste mit 74 Einträgen von Personen, deren Namen mit den Buchstaben „Sty“ beginnt.

## Sty

### Styb
- Štybar, Zdeněk (* 1985), tschechischer Radrennfahrer
- Stybel, Lilian (* 1982), deutsche Richterin
- Styben, Jakob (* 1991), deutscher Thaiboxer und Kickboxer
- Styblo, Karel (1921–1998), niederländischer Mediziner
- Stýblová, Valja (1922–2020), tschechische Schriftstellerin und Ärztin
- Stybor, Lisa M. (* 1953), deutsche Malerin und Zeichnerin

### Styc
- Stychel, Anton (1859–1935), polnisch-deutscher Geistlicher und Politiker, MdR
- Styczeń, Janusz (1939–2022), polnischer Lyriker
- Styczeń, Tadeusz (1931–2010), polnischer Theologe
- Styczeń, Zdzisław (1894–1978), polnischer Fußballspieler
- Styczyńska, Karolina (* 1991), polnische Shōgispielerin

### Styd
- Stydahar, Joe (1912–1977), US-amerikanischer American-Football-Spieler und -Trainer

### Styf
- Styf, Erik (1932–2001), schwedischer Skispringer

### Styg
- Styger, Karl (1822–1897), Schweizer Politiker
- Styger, Nadia (* 1978), Schweizer Skirennläuferin
- Styger, Paul (1887–1939), Schweizer Christlicher Archäologe

### Styk
- Styk, Martin (* 1996), slowakischer E-Sportler
- Styka, Jan (1858–1925), polnischer Maler
- Styka, Jerzy (* 1954), polnischer Altphilologe
- Stykow, Petra (* 1961), deutsche Politikwissenschaftlerin
- Štyks, Luděk (* 1961), tschechoslowakischer Radrennfahrer

### Styl
- Style, Charles (* 1954), britischer Vizeadmiral
- Štyler, Ondřej (* 2000), tschechischer Tennisspieler
- Styler, Trudie (* 1954), britische Schauspielerin und Filmproduzentin
- Styles P (* 1974), US-amerikanischer Rapper
- Styles, AJ (* 1977), US-amerikanischer Wrestler
- Styles, Callum (* 2000), ungarisch-englischer Fußballspieler
- Styles, Darren (* 1975), englischer DJ und Musikproduzent
- Styles, Harry (* 1994), englischer PopsängerHarry Styles (* 1994)

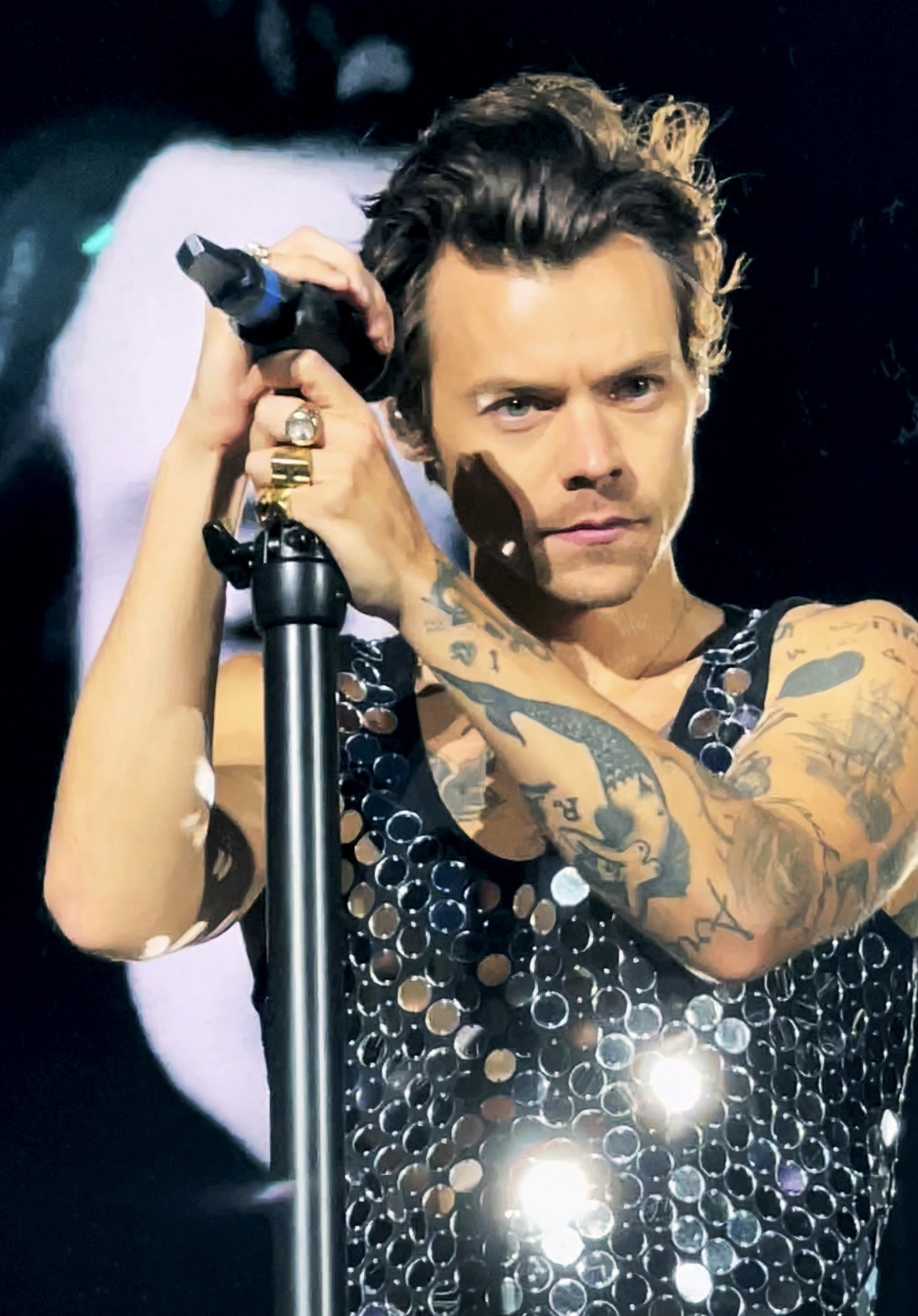
Harry Styles (* 1994)

- Styles, Joey (* 1971), US-amerikanischer Wrestling-Kommentator
- Styles, Keith, englischer Fußballschiedsrichter
- Styles, Stella (* 1985), deutsche Pornodarstellerin, Sängerin und Tänzerin
- Styles, William (1874–1940), britischer Sportschütze
- Stylez, Million (* 1981), schwedischer Dancehall-Sänger
- Stylez, Shyla (1982–2017), kanadische Pornodarstellerin
- Stylian, Heiliger
- Stylianides, Christos (* 1958), zypriotischer Politiker (DISY), MdEP
- Stylianidis, Evripidis (* 1966), griechischer Politiker der Partei Nea Dimokratia
- Stylianos Zautzes († 899), byzantinischer Politiker, Schwiegervater des Kaisers Leo VI.
- Stylianou, Andreas (* 1985), zyprischer Taekwondo
- Stylianou, Constantinos (* 1972), griechisch-zypriotischer Komponist und Pianist
- Stylianou, Melissa (* 1976), kanadische Jazzmusikerin (Gesang, Liedtexterin)
- Stylianou, Nikandros (* 1989), zypriotischer Stabhochspringer
- Stylites, Symeon der Ältere (389–459), erster Säulenheiliger der Kirchengeschichte
- Stylles, JC, australischer Jazzmusiker (Gitarre)
- Stylow, Armin (* 1941), deutscher Althistoriker und Epigraphiker

### Stym
- Stymmelius, Christoph (1525–1588), deutscher lutherischer Theologe und Generalsuperintendent von Pommern-Stettin
- Stymne, Petter (* 1983), schwedischer Schwimmer

### Styn
- Styne, Jule (1905–1994), US-amerikanischer Komponist

### Styp
- Stypmann, Franz (1612–1650), deutscher Jurist
- Styppax, griechischer Bildhauer
- Stypułkowska, Krystyna (1938–2020), polnische Schauspielerin

### Styr
- Styrbjörn († 986), Sohn des schwedischen Königs Olof II. Björnsson
- Styrbjörnsson, Torkel, Stammvater dänischer Könige
- Styrcea, Viktor von (1839–1908), österreichisch-ungarischer Politiker
- Styrczula, Stanisław (1929–2020), polnischer Biathlet
- Styrczula, Władysław (* 1977), polnischer Nordischer Kombinierer
- Styrene, Poly (1957–2011), britische Sängerin
- Styring, Alison (* 1972), US-amerikanische Ornithologin
- Styrke, Tove (* 1992), schwedische Popsängerin und Songschreiberin
- Styrkina, Swetlana Pawlowna (* 1949), sowjetische Mittelstreckenläuferin
- Styrna, Jan (1941–2022), polnischer Geistlicher, römisch-katholischer Bischof von Elbląg
- Styrnol, Pirmin (* 1989), deutscher Journalist, Filmemacher und Synchronsprecher
- Styron, William (1925–2006), US-amerikanischer SchriftstellerWilliam Styron (1925–2006)

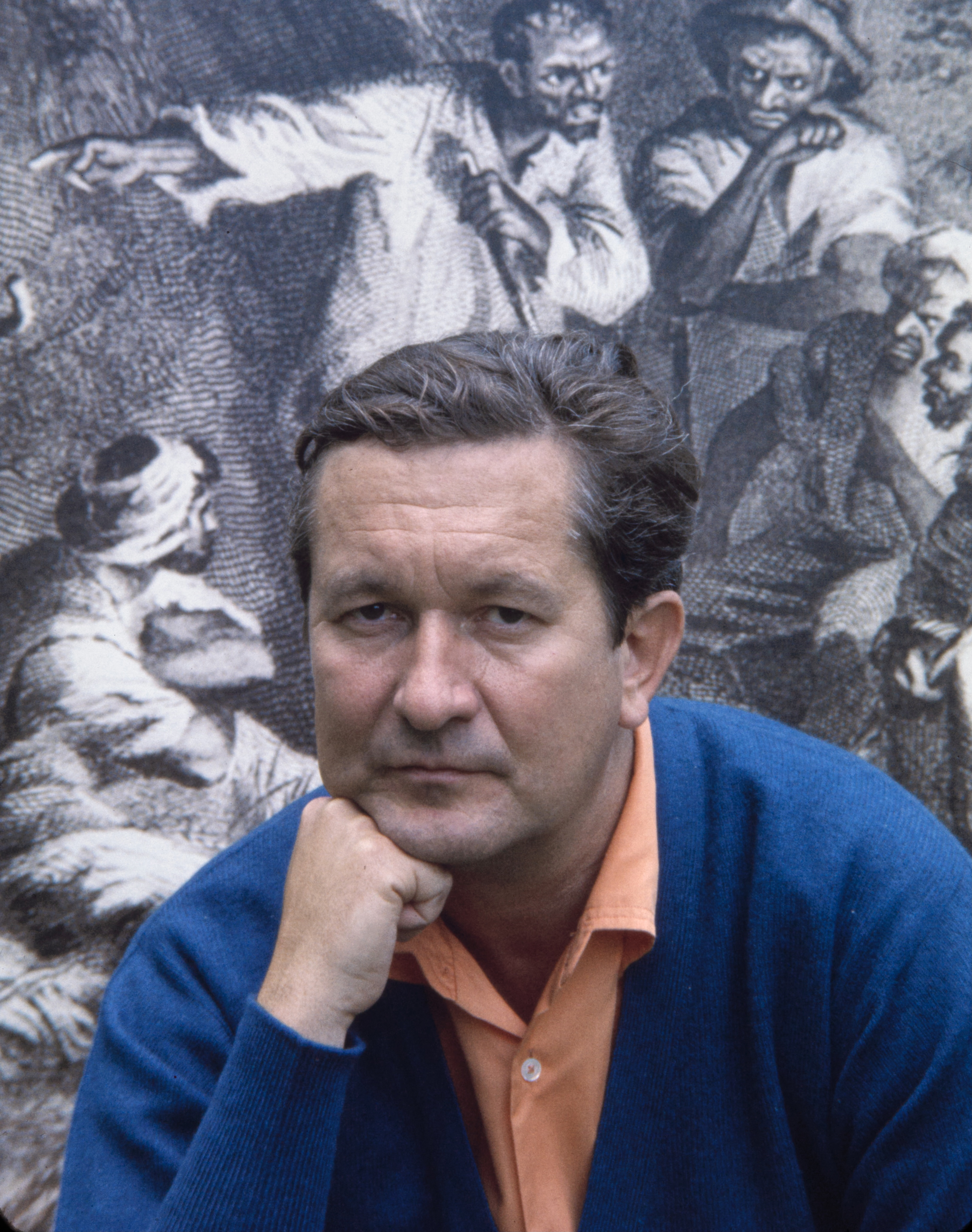
William Styron (1925–2006)

- Štyrský, Jindřich (1899–1942), tschechischer Maler, Fotograf, Grafiker, Dichter, Vertreter des Surrealismus und Kunsttheoretiker
- Styrum, Jan von (1567–1613), Adliger, Gouverneur von Groenlo
- Styrzel, Johann Georg (1591–1668), deutscher Philologe und Jurist, Richter, Rat und Bürgermeister der Reichsstadt Rothenburg ob der Tauber

### Stys
- Stýskala, Petr (* 1987), tschechischer Fußballspieler
- Styslinger, Lydia (* 2002), US-amerikanische Schauspielerin
- Styslinger, Mac (* 1993), US-amerikanischer Tennisspieler

### Styt
- Stytschkin, Jewgeni Alexejewitsch (* 1974), russischer Schauspieler
- Stytz, Hubert (* 1952), deutscher Musiker

### Styv
- Styvers, Laurie (1951–1998), amerikanische Folk-Pop-Sängerin

### Styx
- Styx, Martin Ernst von (1759–1829), deutsch-baltischer Mediziner, Hochschullehrer sowie Rektor der Universität Dorpat (1813–1814)